# Estaleiro Só

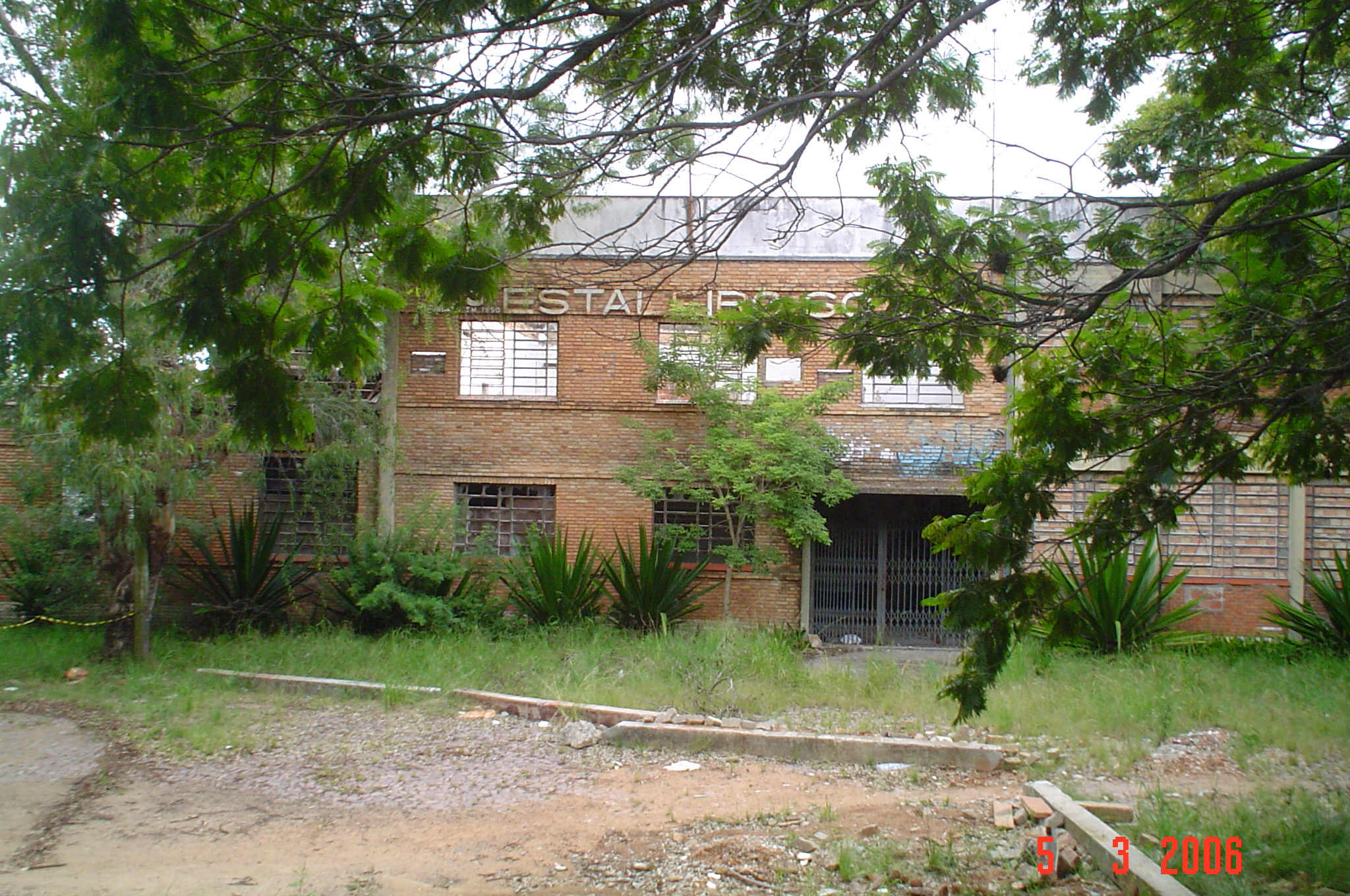
As ruínas do Estaleiro Só em 2006.

O Estaleiro Só foi uma empresa brasileira construtora de navios. Localizada em Porto Alegre, no Rio Grande do Sul, é considerada uma das pioneiras da indústria naval do país. Ela nasceu em 1850, e suas atividades se encerraram somente em 1995 (145 anos depois). O Estaleiro Só teve importante papel na história brasileira ao ser a fornecedora de suprimentos para as tropas imperiais e provinciais pela ocasião das Guerras da Independência, da Revolução Farroupilha e em 1865, ano em que transcorria a Guerra do Paraguai. A empresa viveu sua melhor fase a partir de 1949, quando mudou suas instalações para a Ponta do Melo, na capital gaúcha. Lá, construiu cerca de 170 embarcações. Na década de 1970, tinha um quadro funcional de mais de três mil trabalhadores, distribuídos em uma área de 53 mil metros quadrados.

## História
O Estaleiro Só foi comprado em 1850 pelo português Antônio Henriques da Fonseca. À época da compra, a empresa possuía outro nome – desconhecido dos historiadores atualmente, com data de fundação em 1808. Porém, sabe-se que foi a primeira oficina de fundição de bronze que Porto Alegre tem registro. Localizada na esquina do Beco da Ópera (atual Rua Uruguai), em frente à Praça dos Ferreiros (hoje Praça Montevidéu), fundia ferros de engomar a vapor, sinos de igreja, tachos de cobre, pregos e rebites de embarcações.
Tão logo abriu as portas da fundição, Fonseca se associou ao cunhado, José Manoel da Silva Só. A dupla permaneceria no comando da empresa até 1870, quando Fonseca se afastou de suas atividades. A partir desta data, Silva Só altera o nome da fundição para Só & Cia. Em 1900, a empresa mudou novamente de nome, passando a se chamar Só & Filhos, devido à entrada de Júlio Martinho da Silva Só e José Álvaro da Silva Só na equipe.
A grande arrancada para o crescimento do Estaleiro Só se dá em 1865, quando a empresa se envolve com a campanha militar imperial brasileira na Guerra do Paraguai. Os caldeirões, as forjas e bigornas funcionavam a todo o vapor, produzindo suprimentos para as tropas, como cornetas, bocais e estribos de ferro. Uma remessa desses materiais foi enviada diretamente à cavalaria do general Manuel Luís Osório, um dos comandantes das tropas brasileiras.
Após algum tempo, o Estaleiro Só sente necessidade de ampliar suas instalações. Transfere-se, então, para a Rua Voluntários da Pátria, às margens do Lago Guaíba, e passa a dedicar-se fortemente à construção de embarcações. Em 1949, a empresa muda para o seu último endereço: Ponta do Melo, na zona sul de Porto Alegre. Em um espaço de 53 mil metros quadrados, produziu aproximadamente 170 embarcações de 30 tipos diferentes, entre eles, navios de grande porte, ferry-boats, navios-tanques, navios petroquímicos, baleeiras, rebocadores, iates e pesqueiros. Três mil trabalhadores utilizavam a gigante infra-estrutura do local, que contava com energia elétrica de 13.800 volts, três entradas de água potável e um reservatório semienterrado para dez mil litros.
Houve um grande incêndio no estaleiro em 15 de junho de 1978, onde 14 operários morreram enquanto construíam o navio Limnos Islands.
As décadas de 80 e 90 marcam, respectivamente, o declínio e o fim das atividades do estaleiro. A falta de financiamento e escassos incentivos do governo para o setor naval afetaram severamente a saúde financeira da empresa. Para tentar escapar do fechamento de suas portas, o Estaleiro Só investe no setor metal-mecânico. Mesmo com a diversificação dos negócios, a queda foi inevitável. Em 1995, com atrasos salariais dos trabalhadores e sem dinheiro em caixa para investir, é decretada a falência da empresa.
A área utilizada pela empresa ficou ambandonada por anos, sobrando apenas as ruínas dos prédios. O terreno foi leiloado para que o valor fosse usado no pagamento de ex-funcionários. Em agosto de 2009 houve uma discussão sobre a revitalização do local através do projeto "Pontal do Estaleiro", que incluiria prédios residenciais e comerciais na área. Uma consulta pública foi realizada e 80,7% dos votos disseram não ao uso residencial do terreno. Em 2018, a Melnick Even em parceria com a BMPAR e Hospital Moinhos de vento aprovam o projeto Parque Pontal. O projeto conta com shopping, hotel, salas comerciais e consultórios médicos além de uma praça pública de 29 mil m².